# Pottiopsis
Pottiopsis là một chi rêu trong họ Pottiaceae.